# مونتلو (ویسکانسین)
مونتلو، ویسکانسین  (به انگلیسی: Montello) شهری در شهرستان مارکوت ایالت ویسکانسین است که در سال ۱۹۳۸ بنیان‌گذاری شده‌است. این شهر طبق سرشماری سال ۲۰۱۰ میلادی ۱٬۴۹۵ نفر جمعیت داشته‌است.

## نگارخانه

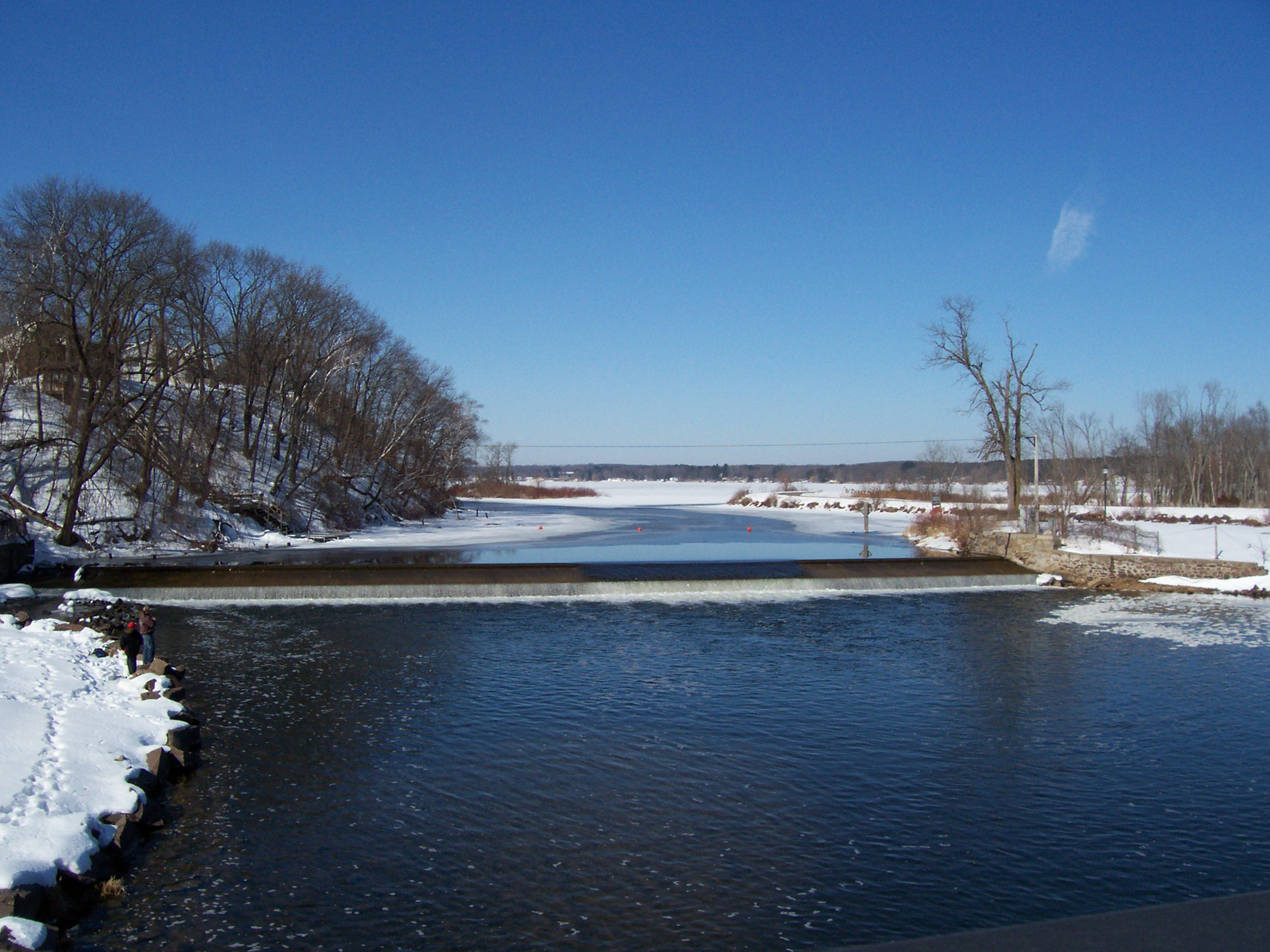
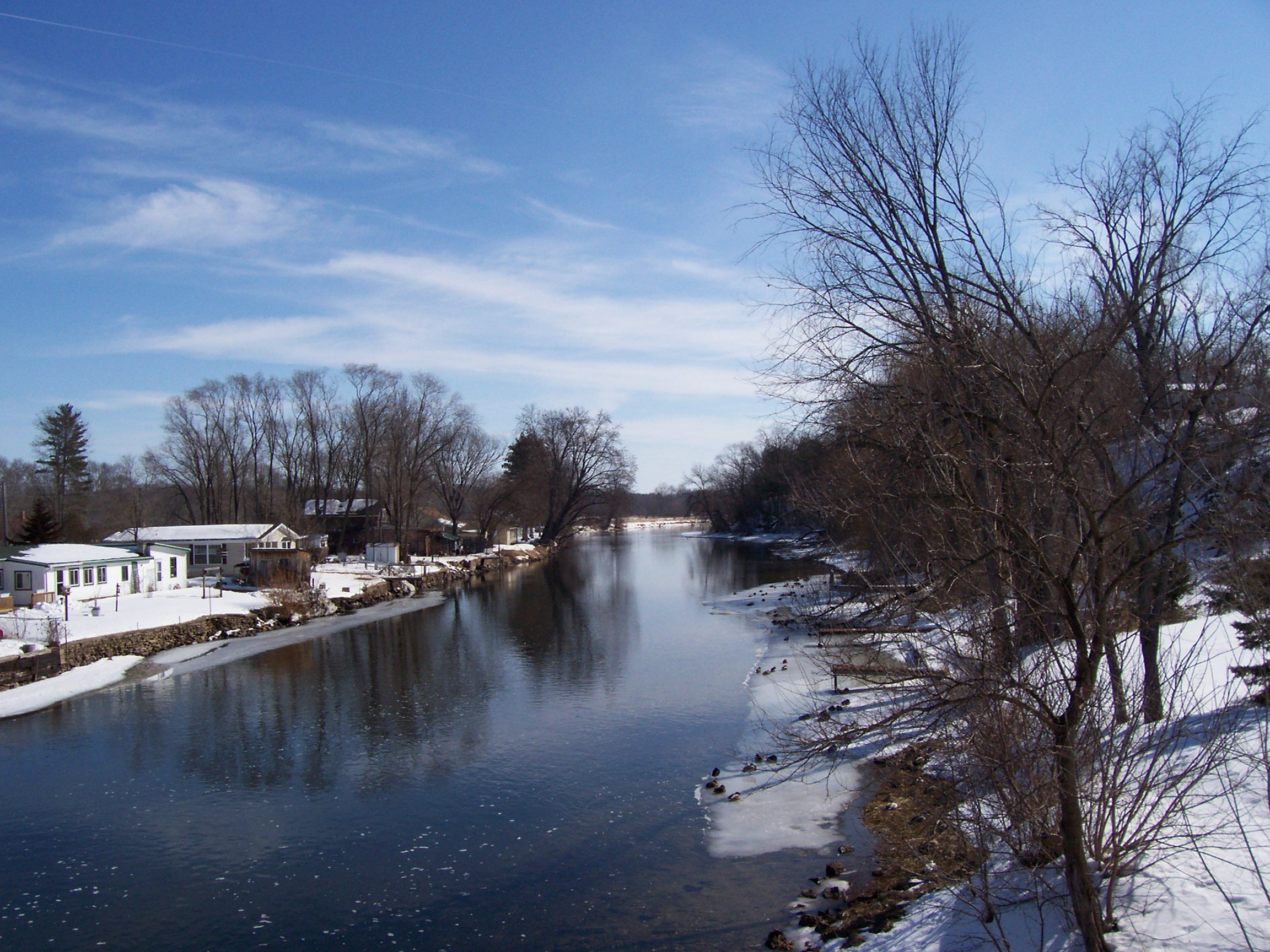
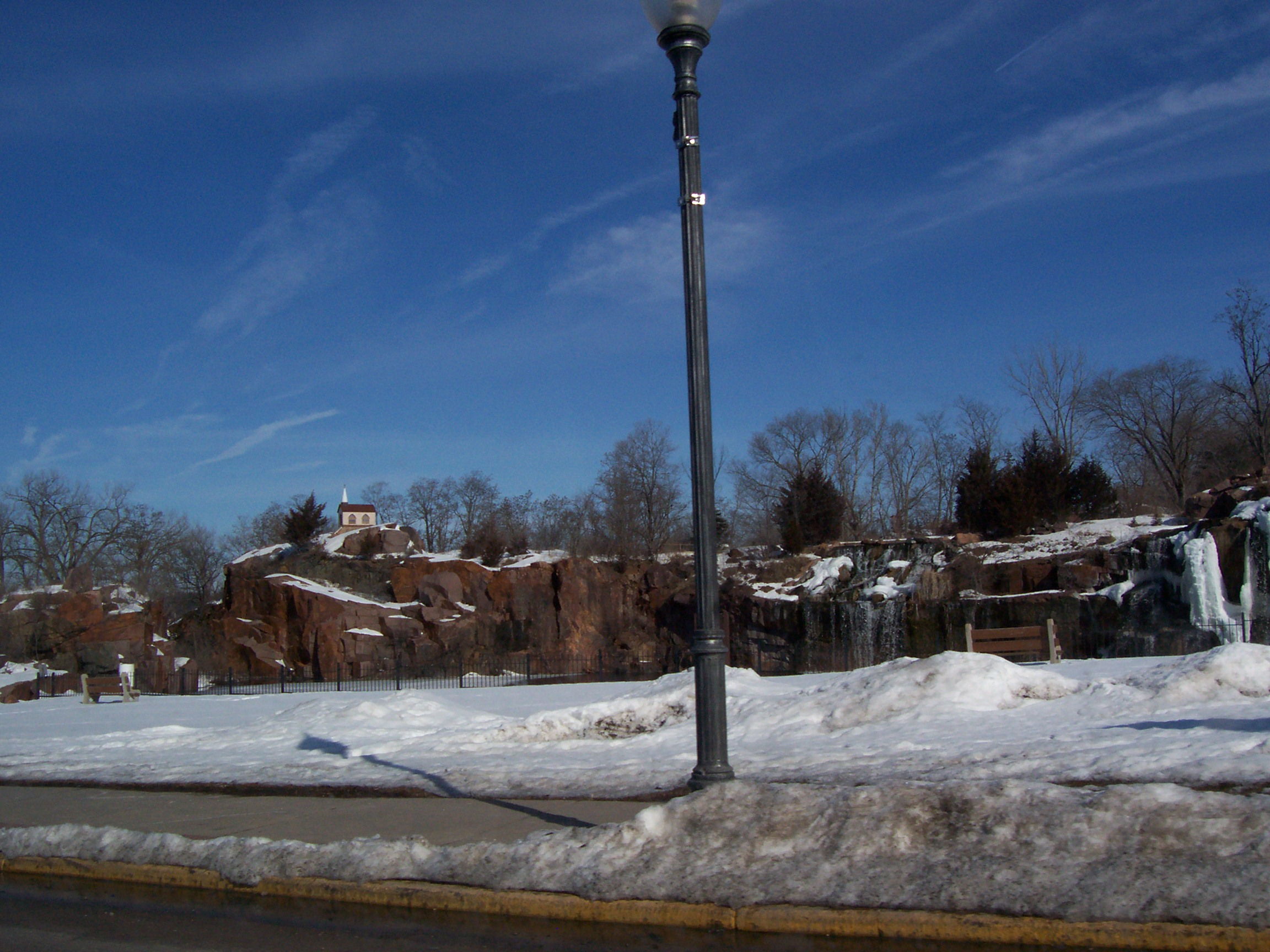
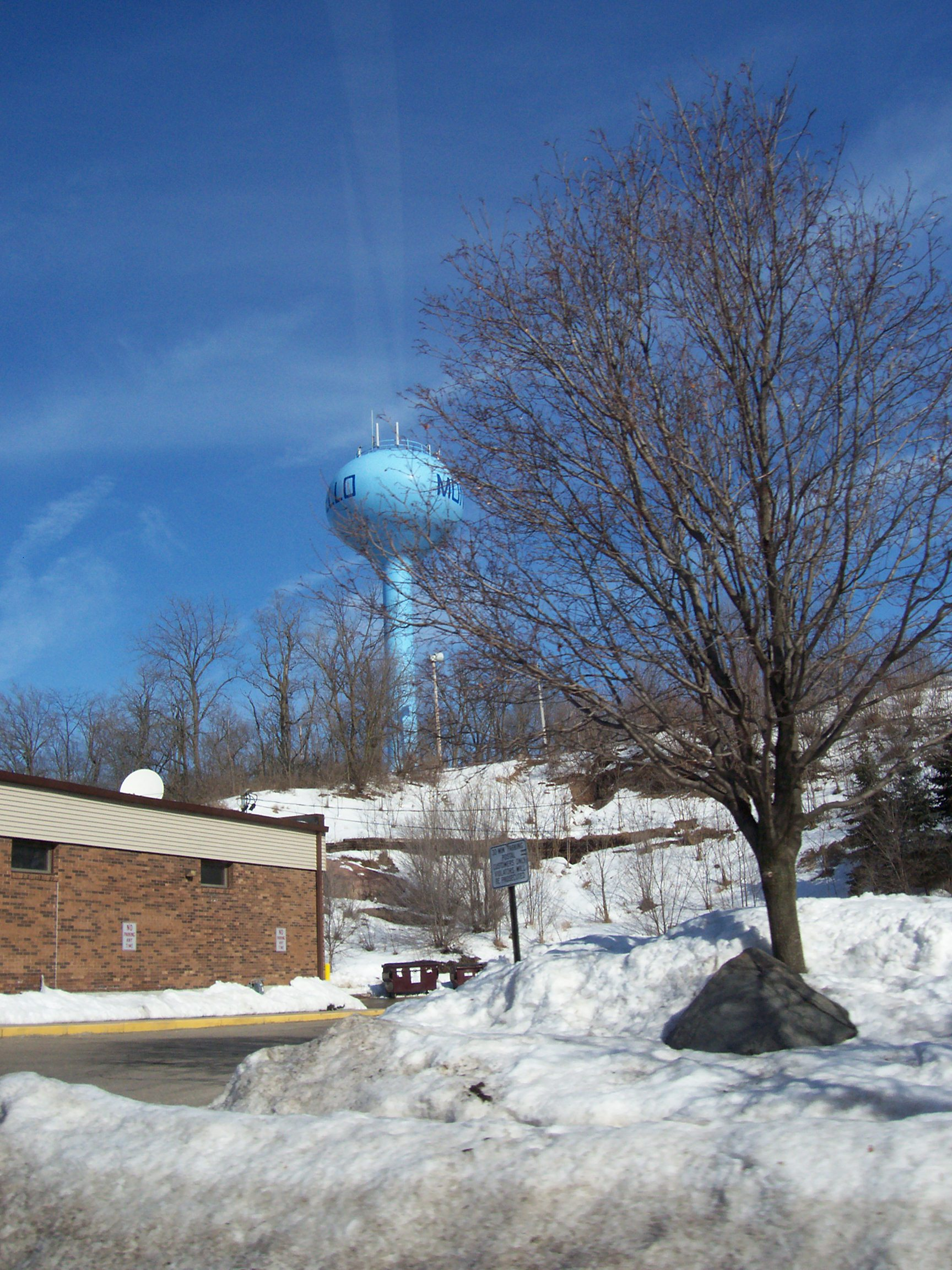
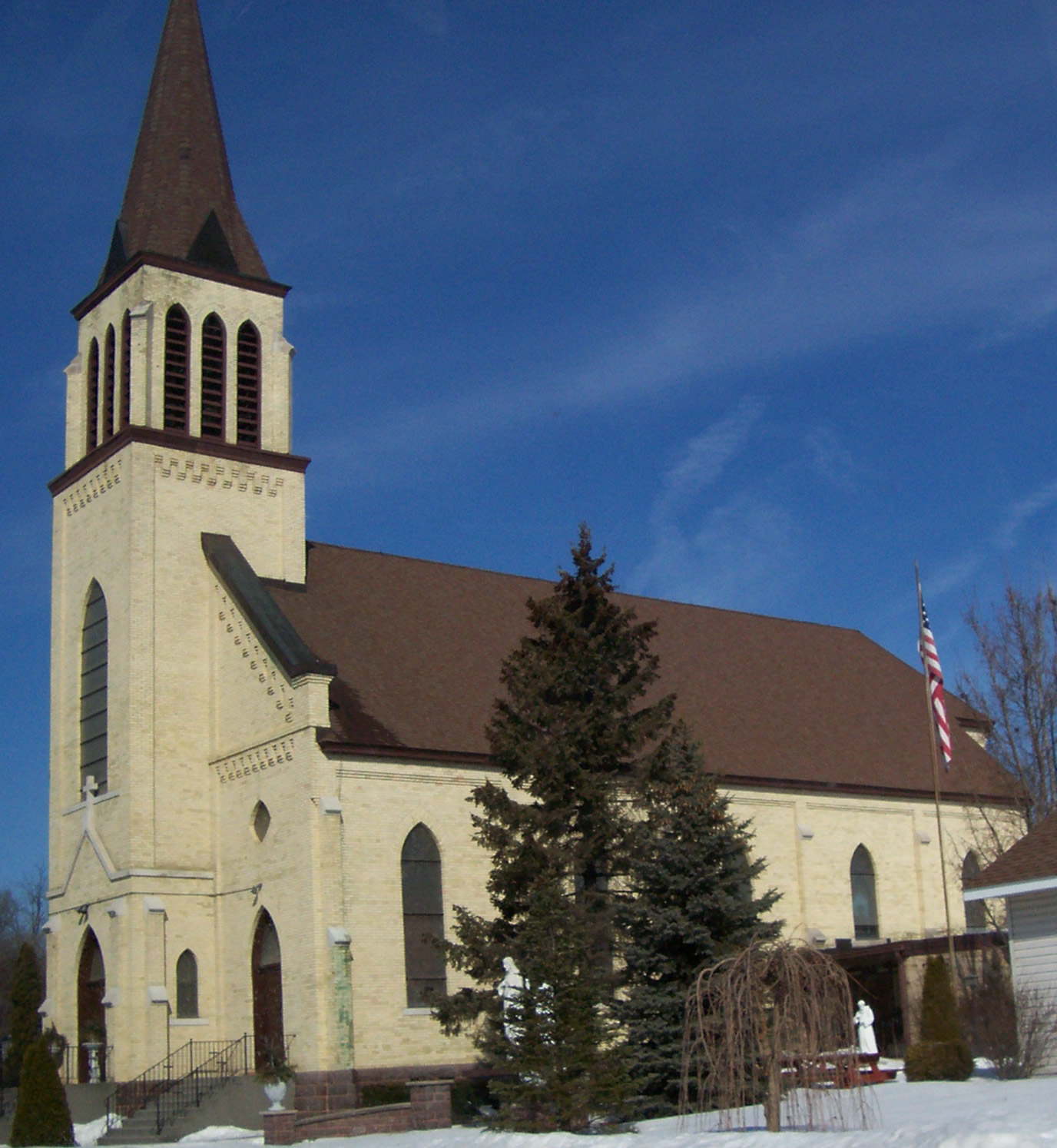
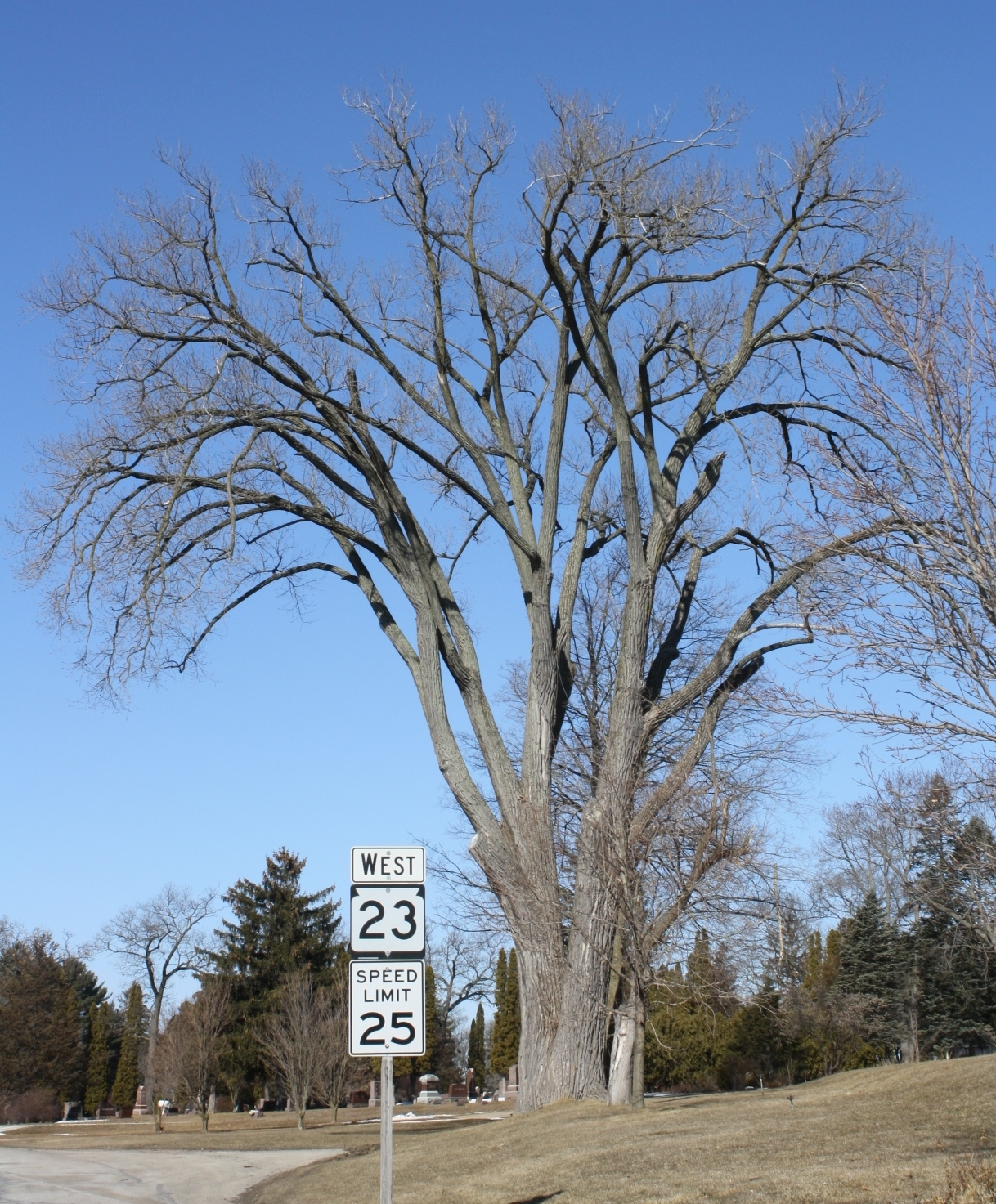
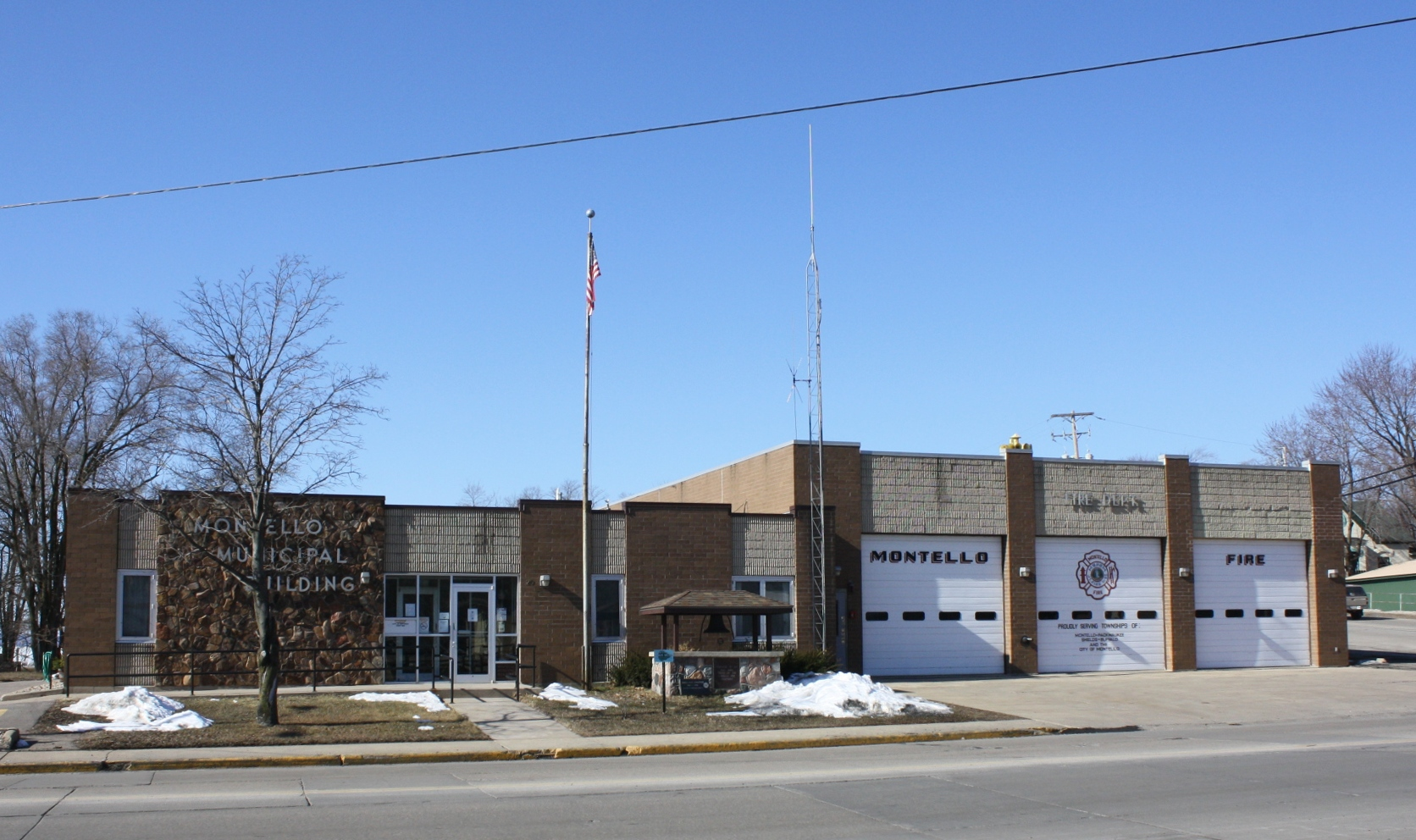
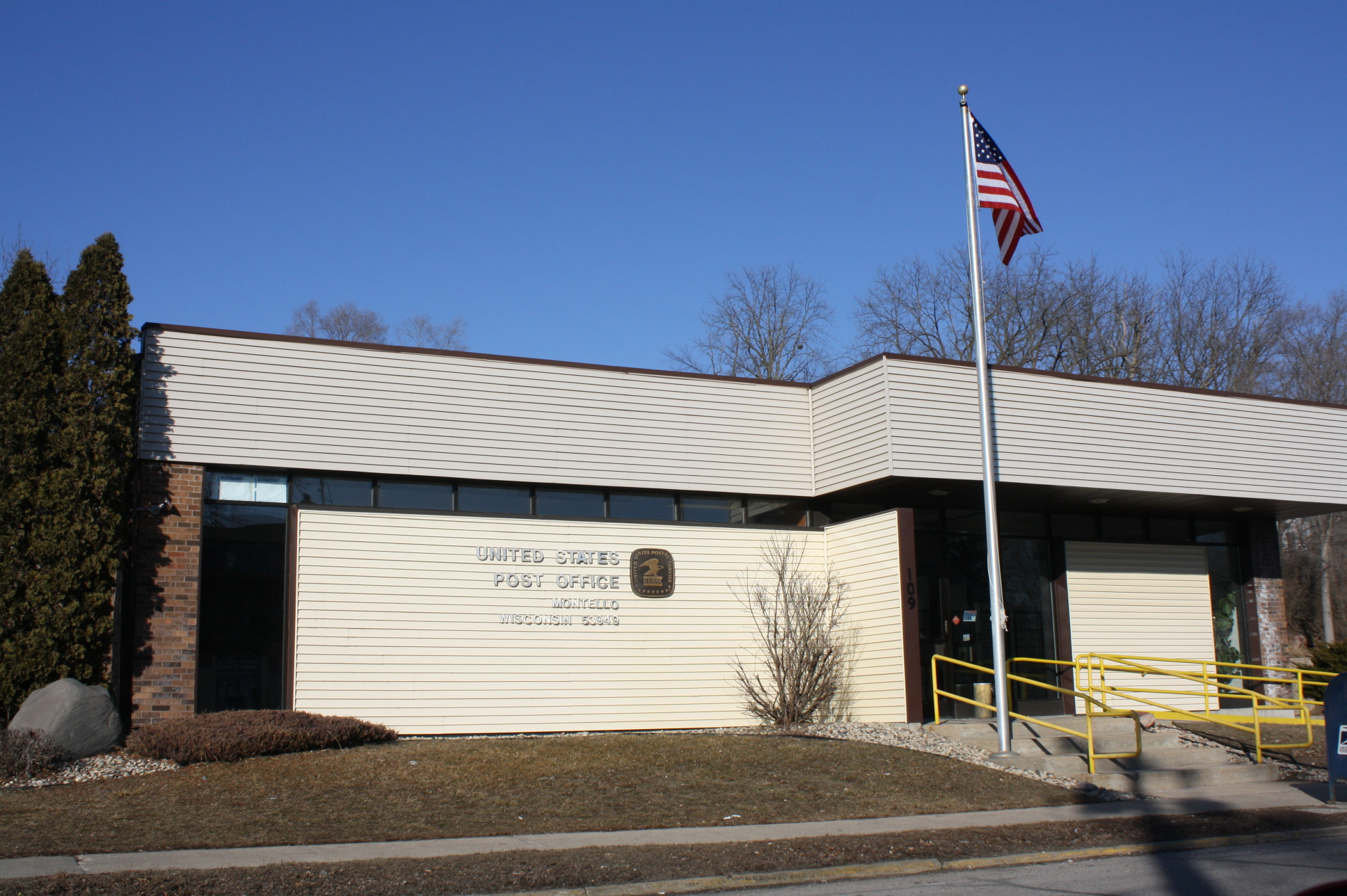
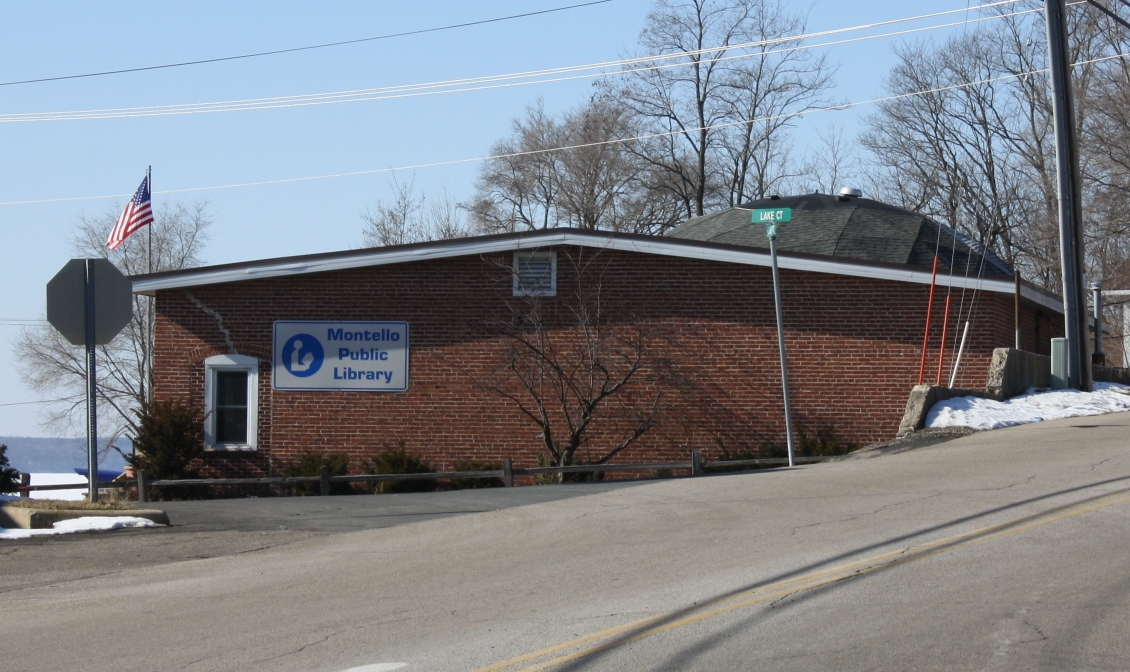
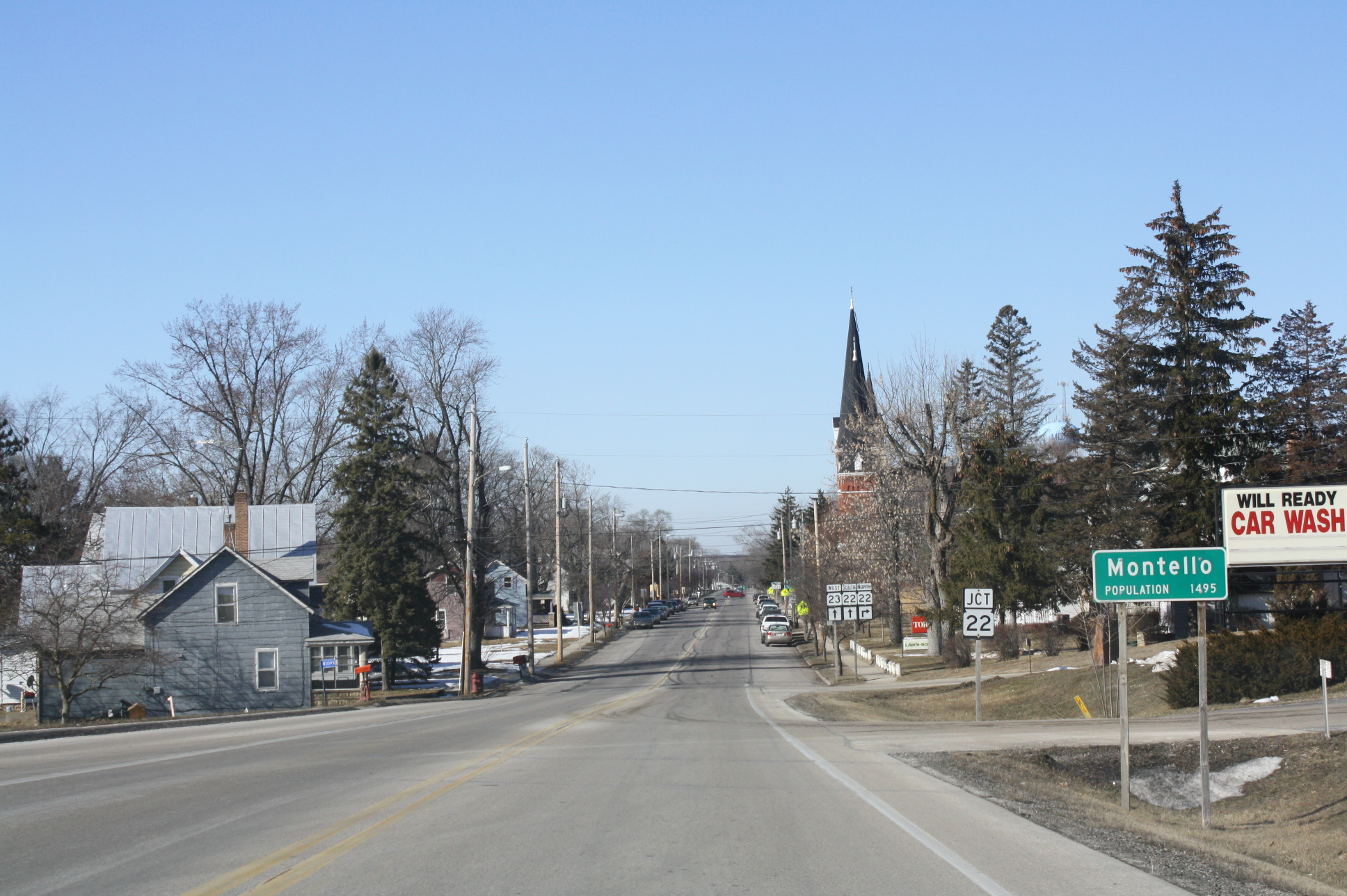
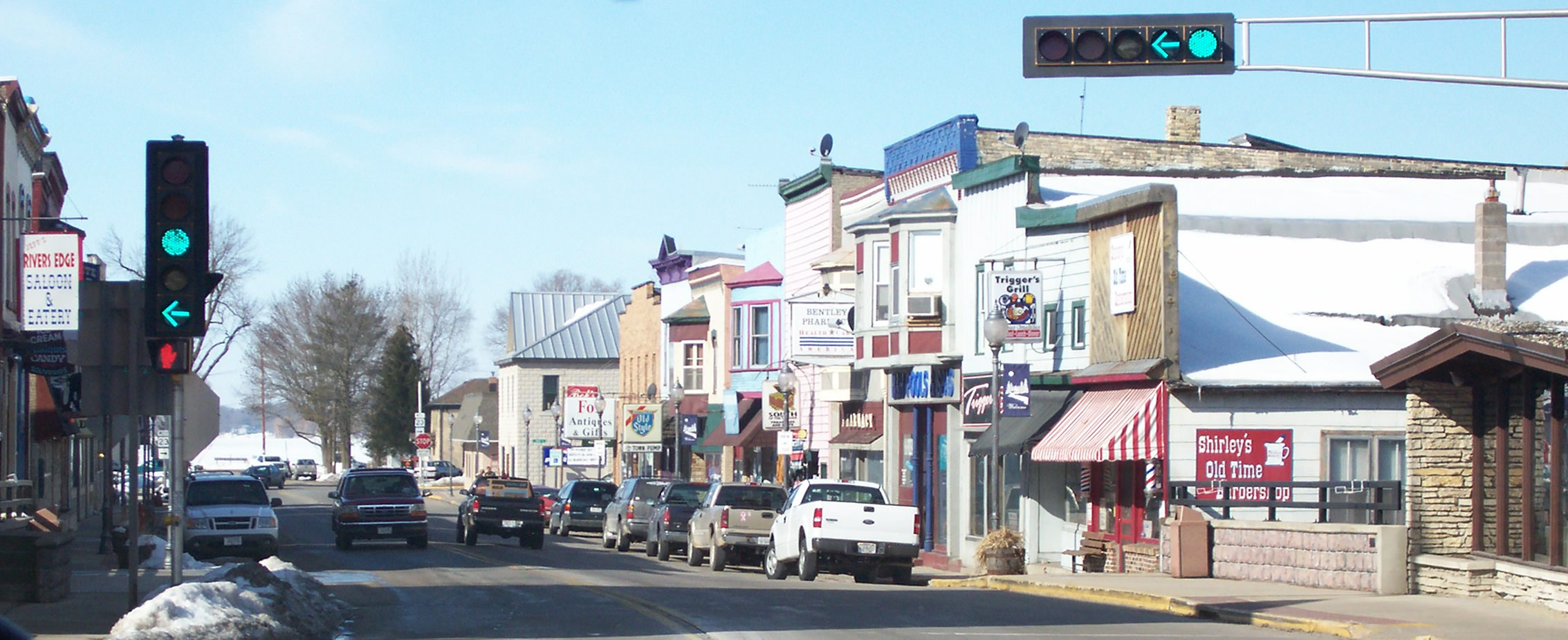
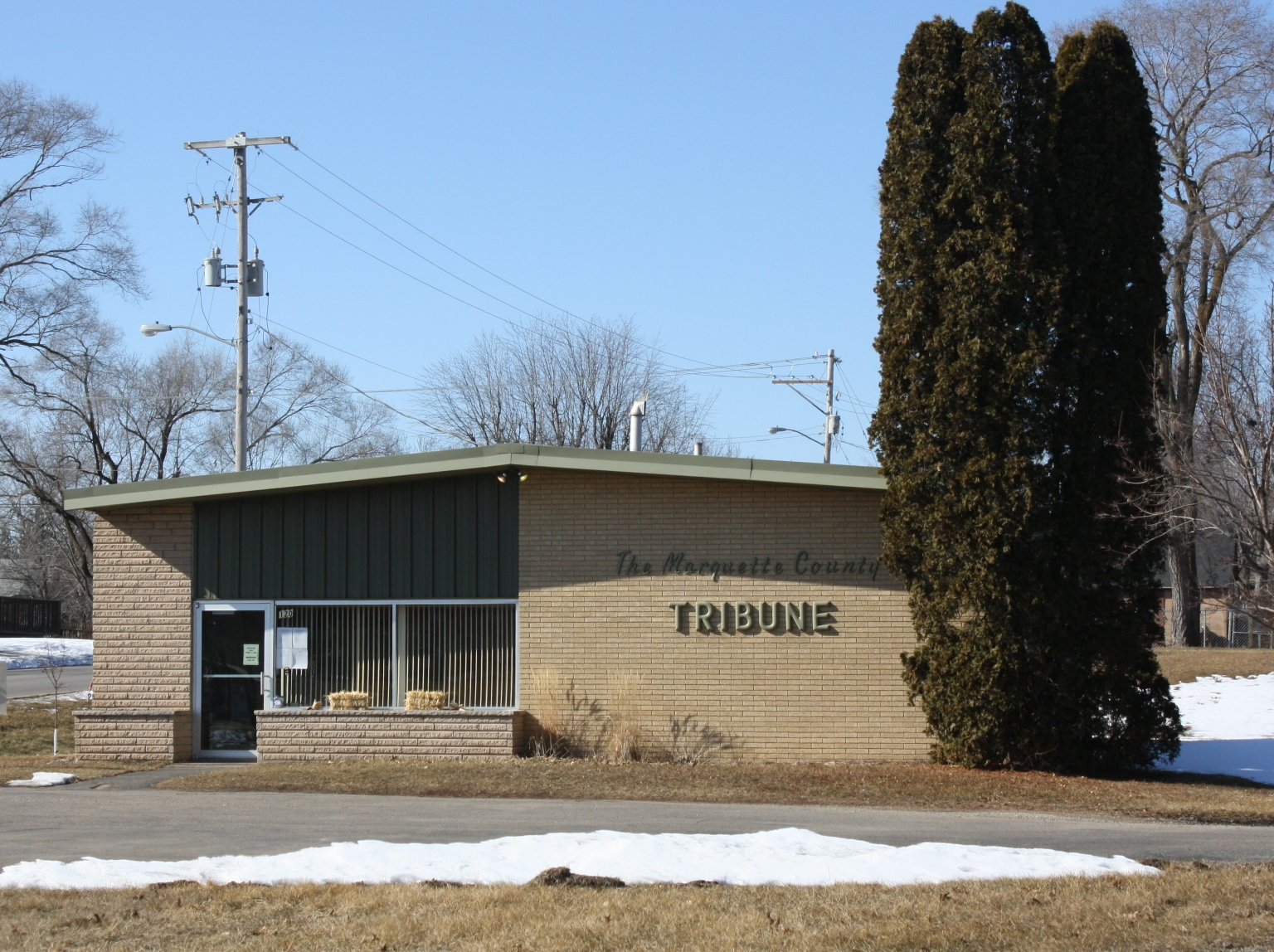